# Конфедеративные Штаты Америки
Конфедерати́вные Шта́ты Аме́рики (англ. The Confederate States of America, сокращённо — КША (англ. CSA, C.S.A.), или Конфедерати́вные Шта́ты (англ. Confederate States, CS или C.S.) — непризнанное государство в Северной Америке (которое на протяжении 1862—1863 годов почти добилось признания своего суверенитета Британской империей и Францией, но после поражения в битве при Геттисберге так и не было признано ни одной страной), существовавшее в период с 1861 по 1865 годы в южной части Северной Америки, на части территории современных Соединённых Штатов Америки. Конфедерация южных штатов образовалась в результате выхода (сецессии) 13 южных рабовладельческих штатов из состава Соединённых Штатов Америки. Конфедеративные Штаты были противником Соединённых Штатов во время Гражданской войны в США. Потерпев поражение в войне, Конфедеративные Штаты прекратили своё существование, а штаты, их составлявшие, были захвачены вооружёнными силами Соединённых Штатов и реинтегрированы в США во время длительного процесса Реконструкции Юга.

## Политическая история

### Возникновение

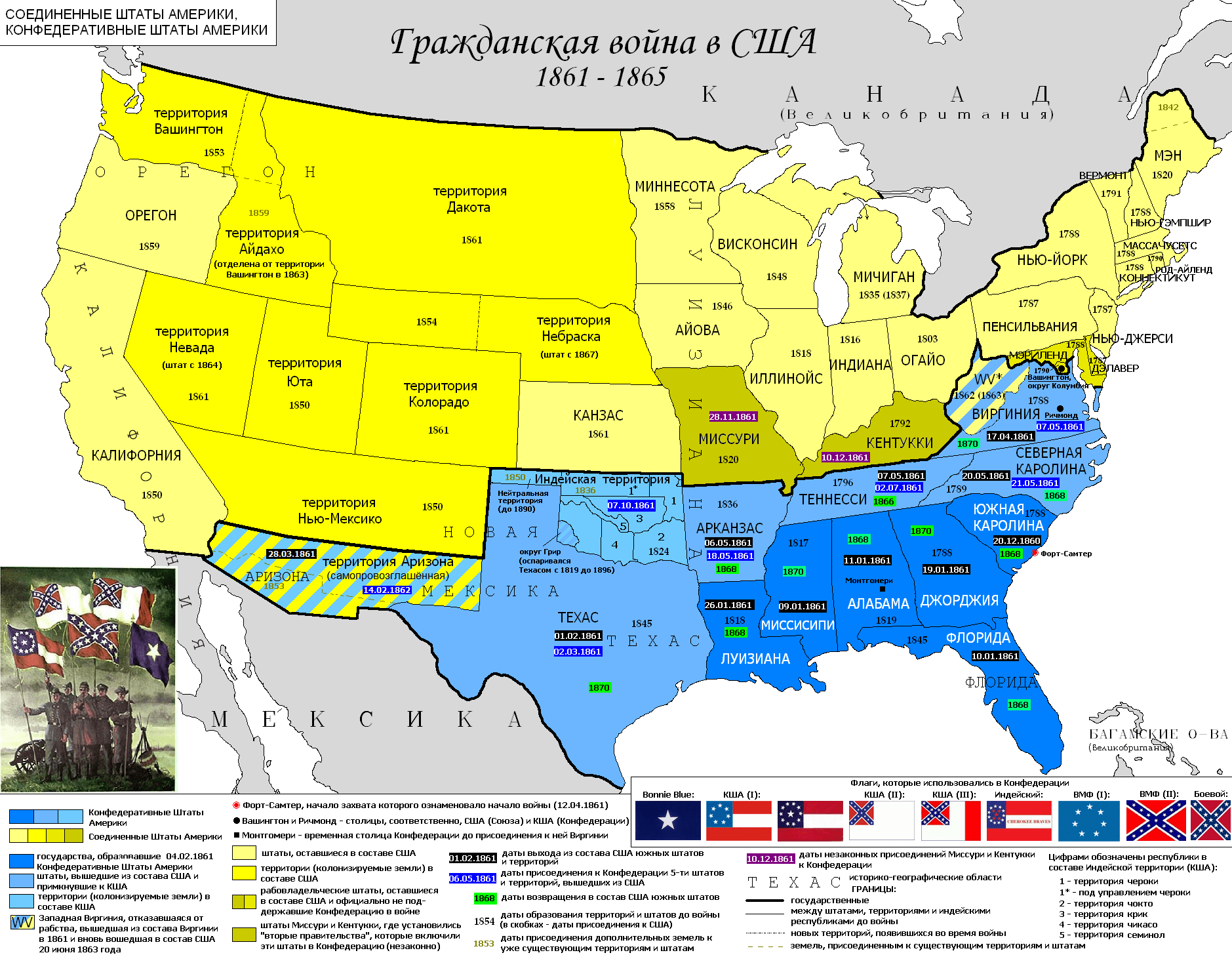

Первое совещание сторонников сецессии состоялось 22 ноября 1860 года в городе Аббевилл (Южная Каролина). Конфедеративные Штаты Америки были образованы 4 февраля 1861 года шестью южными штатами (Южная Каролина, Миссисипи, Флорида, Алабама, Джорджия и Луизиана) после того, как были утверждены результаты выборов президента США, победителем которых был объявлен Авраам Линкольн (представитель северян, выступавший с позиций осуждения, ограничения и запрета распространения на новые территории рабства, которое являлось основой экономики южных штатов).
Эти шесть южных штатов и присоединившийся к ним 2 марта Техас объявили о своём выходе из состава США и возвращении властям штатов полномочий, делегированных по Конституции 1787 года федеральному правительству. Среди прочего эти полномочия включали в себя контроль над военными укреплениями (фортами), портами и таможнями, расположенными на территории штатов, и сбор налогов и пошлин.
Месяц спустя после образования КША, 4 марта, принял присягу 16-й президент Соединённых Штатов Америки Авраам Линкольн.
В своей инаугурационной речи он назвал сецессию «юридически ничтожной» и объявил, что США не собираются вторгаться на территорию южных штатов, но готовы применить силу для сохранения своего контроля над федеральной собственностью и сбором налогов.
12 апреля 1861 года войска штата Южной Каролины под командованием генерала Пьера Г. Т. Борегара разбомбили стоявший в Чарльстонской гавани федеральный форт Самтер, принудив его гарнизон к капитуляции. Сражение за форт Самтер положило начало Гражданской войне.
После бомбардировки Самтера Линкольн призвал штаты, оставшиеся в Союзе, предоставить ему солдат для силового восстановления контроля над Самтером и остальными южными фортами, защиты федеральной столицы и сохранения Союза. В ответ на президентское обращение ещё четыре южных штата (Виргиния, Арканзас, Теннесси и Северная Каролина) объявили о выходе из США и присоединении к Конфедерации.
Штаты Кентукки и Миссури остались «пограничными штатами» в составе США, но какое-то время имели по два правительства, одно из которых поддерживало Союз, другое — Конфедерацию. Проконфедеративные правительства этих штатов включили подконтрольные им территории в состав Конфедерации, и это позволяет считать членами КША 13 штатов. Из территорий, тогда ещё не имевших прав штатов, прошение о вступлении в КША подали Аризона и Нью-Мексико. Также Конфедеративные Штаты были поддержаны пятью «цивилизованными» племенами с Индейской территории — чероки, чокто, чикасо, криков, семинолов.
Не все американские рабовладельческие штаты присоединились к Конфедерации, этого не сделали штаты Мэриленд и Делавэр.

## Штаты Конфедерации

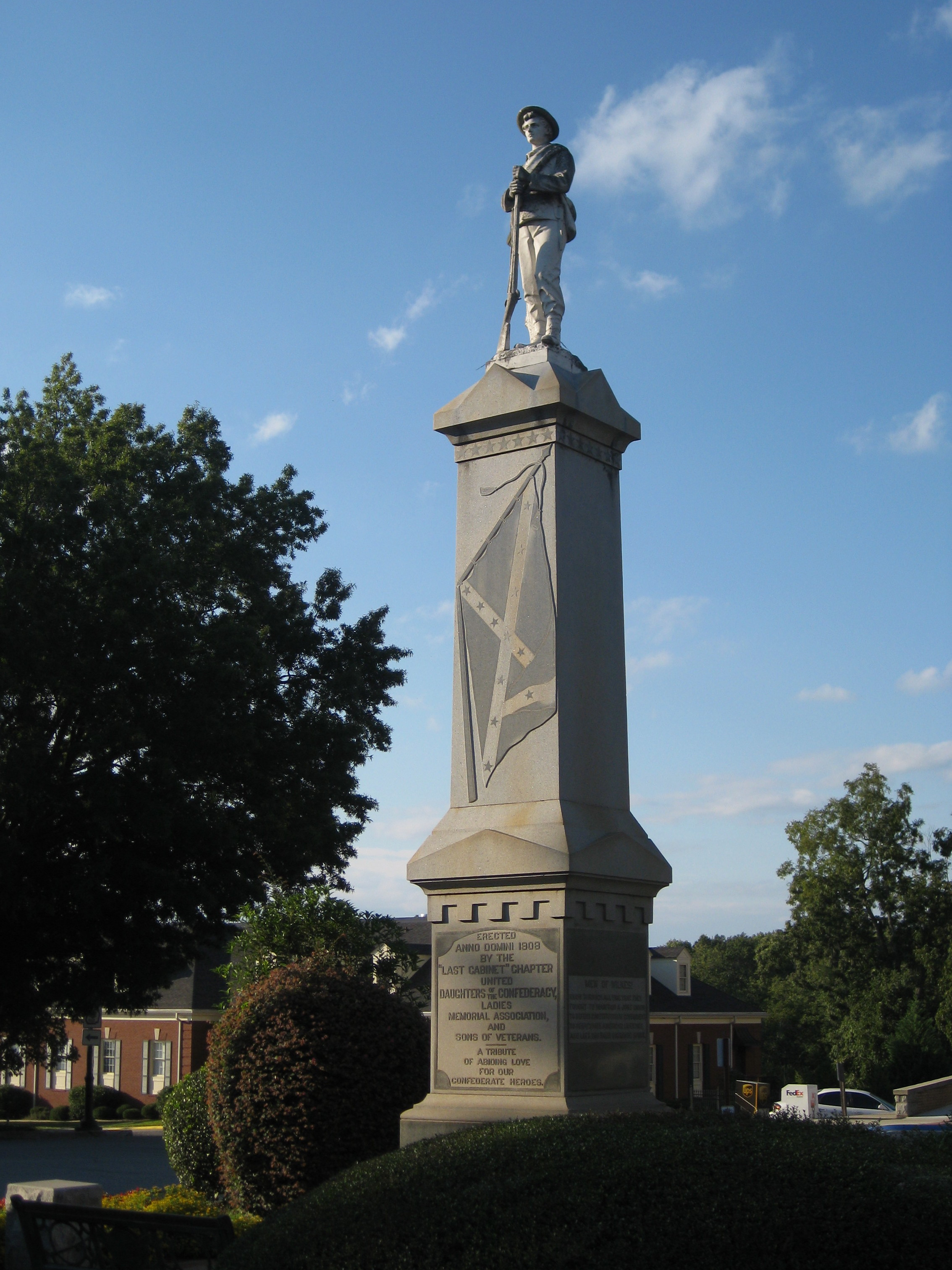
Монумент Конфедерации в Вашингтоне, штат Джорджия

| штат              | флаг               | выход из США    | вступление в КША | занятие войсками Союза              | реинтеграция в США                                           |
| ----------------- | ------------------ | --------------- | ---------------- | ----------------------------------- | ------------------------------------------------------------ |
| Южная Каролина    |                    | 20 декабря 1860 | 8 февраля 1861   | 1865                                | 9 июля 1868                                                  |
| Миссисипи         |                    | 9 января 1861   | 8 февраля 1861   | 1863                                | 23 февраля 1870                                              |
| Флорида           | Bandera de Florida | 10 января 1861  | 8 февраля 1861   | 1865                                | 25 июня 1868                                                 |
| Алабама           |                    | 11 января 1861  | 8 февраля 1861   | 1865                                | 13 июля 1868                                                 |
| Джорджия          |                    | 19 января 1861  | 8 февраля 1861   | 1865                                | 1-я реинтеграция 21 июля 1868; 2-я реинтеграция 15 июля 1870 |
| Луизиана          |                    | 26 января 1861  | 8 февраля 1861   | 1863                                | 9 июля 1868                                                  |
| Техас             |                    | 1 февраля 1861  | 2 марта 1861     | 1865                                | 30 марта 1870                                                |
| Виргиния          |                    | 17 апреля 1861  | 7 мая 1861       | 1865 (Западная Виргиния — 1861 год) | 26 января 1870                                               |
| Арканзас          |                    | 6 мая 1861      | 18 мая 1861      | 1864                                | 22 июня 1868                                                 |
| Северная Каролина |                    | 20 мая 1861     | 21 мая 1861      | 1865                                | 4 июля 1868                                                  |
| Теннесси          |                    | 8 июня 1861     | 2 июля 1861      | 1863                                | 24 июля 1866                                                 |
| Миссури           |                    | 31 октября 1861 | 28 ноября 1861   | 1861                                | штат находился под контролем федеральных войск               |
| Кентукки          |                    | 20 ноября 1861  | 10 декабря 1861  | 1861                                | штат находился под контролем федеральных войск               |
| Аризона           |                    | 6 марта 1861    | 14 февраля 1862  | 1862                                | штат в составе США с 1912                                    |

### Прекращение существования
После четырёх лет Гражданской войны командующий Армией Северной Виргинии генерал Роберт Ли 9 апреля 1865 года в местечке Аппоматтокс, Виргиния, капитулировал перед главнокомандующим армией Союза генералом Улиссом С. Грантом. За 6 дней до этого — 3 апреля правительство КША покинуло Ричмонд и перебралось в городок Данвилл, Виргиния. Но уже через неделю, 10 апреля, члены правительства были вынуждены покинуть и его. Фактически в этот день Конфедеративные Штаты Америки прекратили своё существование. По иронии судьбы, последнее заседание кабинета министров Джефферсона Дэвиса, датированное 2 мая 1865 года, прошло там же, где состоялось первое совещание сторонников сецессии — в Аббевилле (Южная Каролина). Бывший президент Конфедерации Джефферсон Дэвис был задержан 10 мая и более года провёл в тюрьме. Позже он был обвинён в государственной измене, но вина так и не была доказана. С апреля по июнь капитулировали остальные армии Конфедерации. Последним, 6 ноября 1865 года, спустил флаг корабль «Шенандоа» («Shenandoah»).
Южные штаты ждал долгий и тяжёлый период «Реконструкции» и возвращения в состав США. Условием возвращения было принятие абсолютно новых конституций штатов, запрещающих рабство, и ратификация соответствующей поправки к Конституции США. Первым обратно был принят Теннесси (24 июня 1866), а последним — Джорджия (15 июля 1870).

## Социально-экономическое положение

### Географическое положение

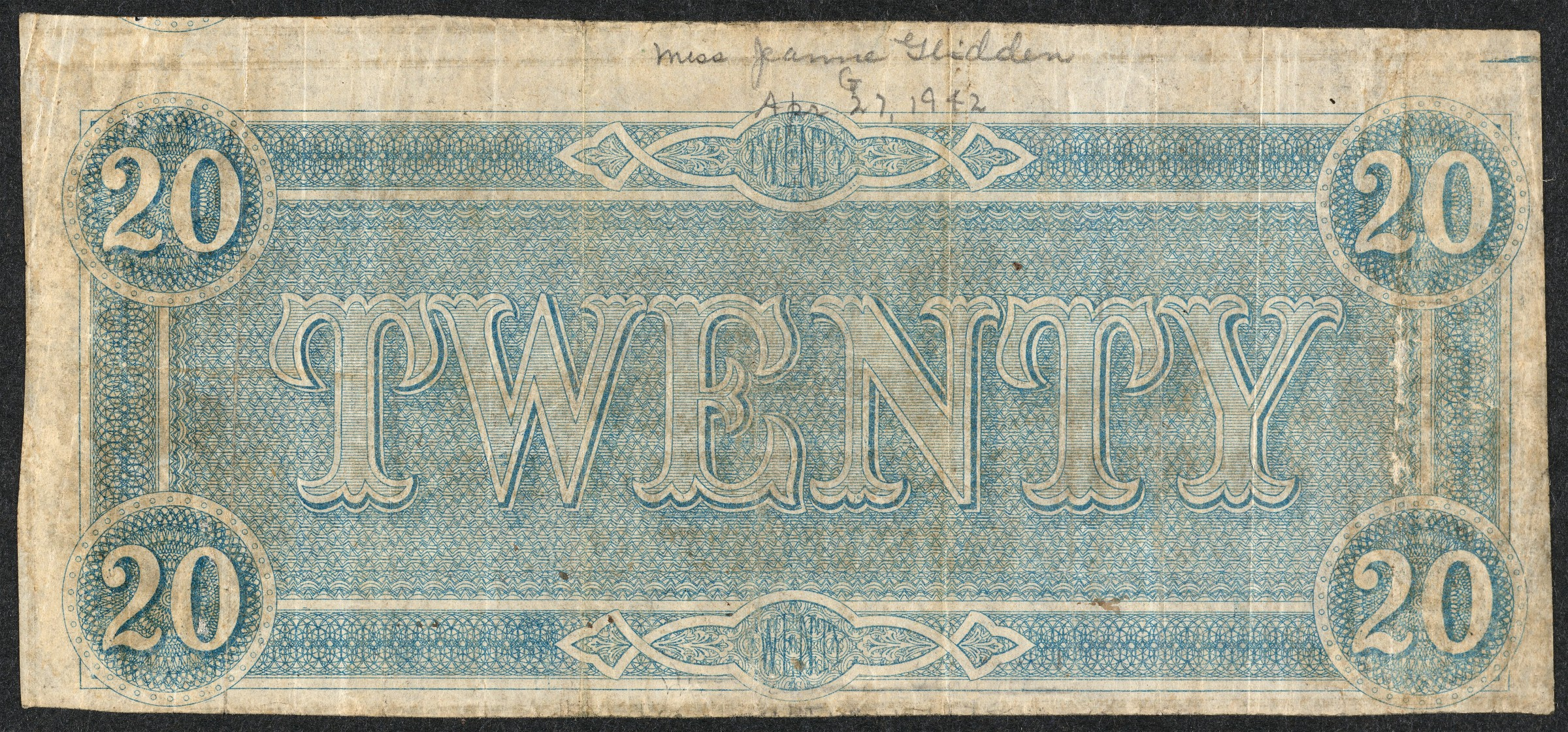
20 долларов КША, 1864

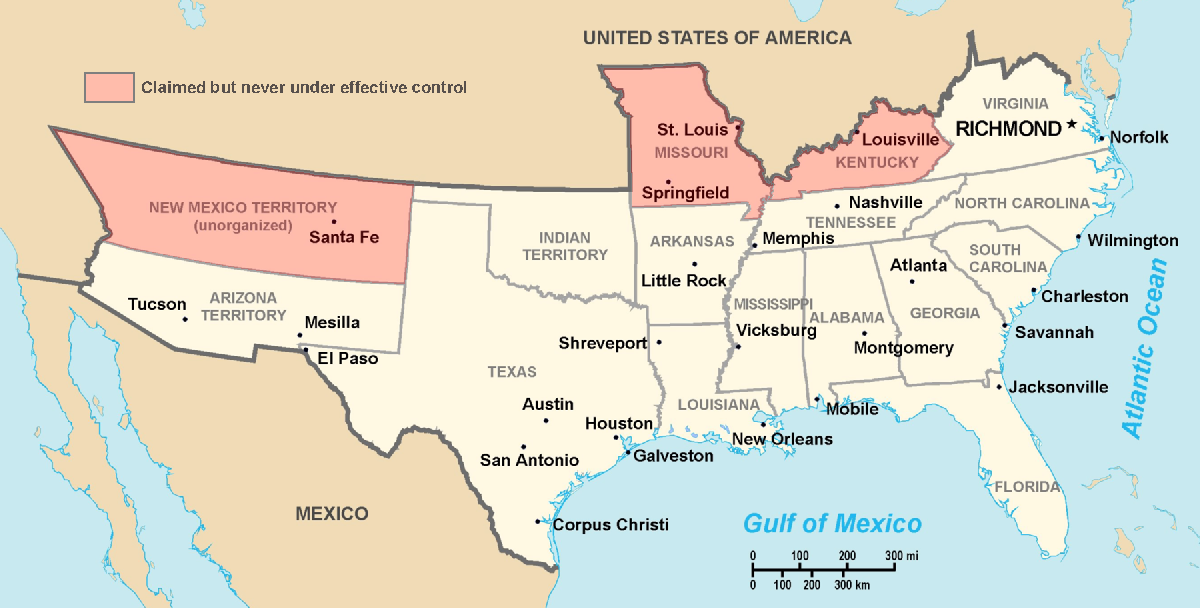
Карта Конфедеративных Штатов Америки

Северная граница Конфедеративных Штатов Америки проходила по северным границам Виргинии, Кентукки (фактически — Теннесси), Миссури (фактически — Арканзаса), Индейской территории, Территории Нью-Мексико, западная — по западной границе Нью-Мексико и Аризоны. Южной границей была бывшая граница Соединённых Штатов с Мексикой. На востоке Конфедерацию ограничивали Мексиканский залив и Атлантический океан.
Страна имела общую площадь (без учёта Кентукки и Миссури) 1 995 392 км² и береговую линию протяжённостью 4698 километров.
Основная часть территории Конфедеративных штатов Америки лежала в области влажного субтропического климата с умеренной зимой и долгим, жарким, дождливым летом.
Население штатов Конфедерации в 1860 году составляло 9 103 332 человек (включая 3 миллиона рабов) и в основном проживало в сельской местности. Из южных городов только луизианский Новый Орлеан с населением в 168 675 человек (данные переписи 1860 года) входил в десятку крупнейших городов США.
В мирное время речная система южных штатов была большим преимуществом, предоставляя дешёвые и простые транспортные пути для сельскохозяйственной продукции. Сеть железных дорог была построена как вспомогательное средство, связывающее удалённые плантации с речными и морскими портами. Эта особенность транспортной системы Юга сыграет злую шутку с Конфедерацией — когда все крупные судоходные реки окажутся под контролем Союза, а железные дороги будут приведены в негодность, перемещение войск Конфедерации станет сильно затруднено.

### Экономическое состояние

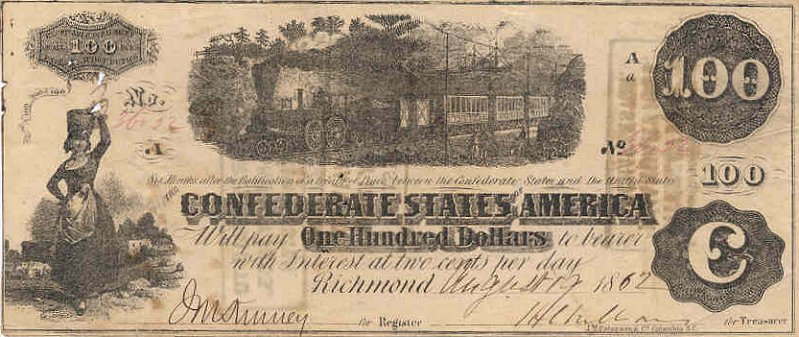
100 долларов КША «с паровозом», 1862. Односторонние

Экономика южных штатов имела сельскохозяйственную направленность, и опиралась на крупные рабовладельческие плантации. Основными продуктами, производимыми на Юге, были хлопок, рис, табак, сахарный тростник и зерно.
Объём промышленных товаров, выпускаемых южными штатами, составлял всего 10 % от всего промышленного производства США, а товаров военного назначения — всего 3 %.
В 1860 штаты будущей Конфедерации произвели продукции на 155 миллионов долларов США. Если бы они на этот момент были независимым государством, то по богатству заняли бы четвёртое место в мире.
В экспорте США доля южных штатов составляла 70 %. Ведущим экспортным товаром был хлопок. Позже Конфедерация попытается использовать своё почти монополистическое положение на рынке хлопка в качестве инструмента давления на европейские государства (особенно — Великобританию и Францию) в вопросе признания своей независимости.
Так например, в 1860 году основная часть хлопка, импортируемого для нужд английского текстильного производства — флагмана промышленной революции, поступала в страну через порт Ливерпуля. Более 80 % сырья прибывало из южных американских штатов. Руководители Конфедерации, с целью давления на Великобританию, установили запрет на экспорт хлопка. Цены сразу же подскочили более чем в 4 раза — с 6 ¼ до 27 ¼ пенса за фунт хлопка. При этом также резко сократился импорт — если в 1860 в страну ввезли 2,6 миллиона кип хлопка, то в 1862 — менее 72 тысяч:109.
К концу 1862 года ткацкие фабрики в Англии уволили примерно половину своих работников, и четверть населения графства выживала исключительно благодаря пособиям по бедности. Безработица, недоедание и бунты захлестнули север Англии:110.
На этом фоне были выпущены так называемые «хлопковые облигации». Главное, что привлекало внимание в этих фунтовых облигациях с 7-процентным купоном и сроком погашения 20 лет, — возможность их обмена на хлопок по довоенной цене 6 пенсов за 1 фунт. Несмотря на череду неудач армии южан, облигации сохраняли высокий курс почти до самого окончания конфликта: возрастающая потребность экономики в хлопке в годы войны привела к его подорожанию. Войска Конфедерации проигрывали битвы при Геттисберге и Виксбурге, но хлопок шёл вверх, а за ним устремлялись и облигации: с декабря 1863 по сентябрь 1864 их цена увеличилась вдвое. Перед соблазном не могла устоять даже политическая элита страны: среди покупателей были будущий премьер-министр Уильям Гладстон и главный редактор газеты «TIMES» Джон Делейн:110.
Потеря Нового Орлеана в конце апреля 1862 года нанесла сильный удар по экономической системе Конфедерации. Главный порт южан оказался в руках врага, и теперь ради положенного ему хлопка инвестор должен был прорвать морскую блокаду, причём дважды — по пути туда и обратно. Это привело к уменьшению потока иностранных займов:110—112.
Уменьшение внешних займов заставило правительство Конфедерации начать эмиссию необеспеченных бумажных денег. Общая сумма выпуска за время войны составила около 1,7 млрд долларов. К концу войны доллар Конфедерации стоил 1 цент в золотом эквиваленте против 50 центов за доллар северян. Гиперинфляция увеличивалась также за счёт права органов местной власти выпускать свои деньги. К тому же несложные по исполнению банкноты Юга стали лёгкой добычей фальшивомонетчиков. За годы Гражданской войны цены на Юге поднялись в среднем на 4000 %, а на Севере — всего на 60 %.
За время войны производство хлопка упало с 4,5 миллионов тюков (500 фунтов каждый) до 0,3 миллиона. Лучшие земли были перепрофилированы на производство продовольствия или оставлены запущенными. Законодательные собрания штатов приняли постановления, поощряющие производство зерна и прочих продовольственных товаров. Дефицит продовольствия, возникавший в армиях и городах Конфедерации, в основном был вызван не падением производства, а разрушением транспортной и денежной систем.
Вопрос о справедливых налогах стал одним из краеугольных камней сецессии Юга. Многие годы южане были недовольны установленными федеральным правительством протекционистскими налоговыми ставками в пользу Севера и грабительскими импортными пошлинами. Конституция Конфедеративных Штатов прямо запрещала правительству устанавливать налоги для одной отрасли в ущерб другой. Пошлина на товары, ввезённые из-за пределов Конфедерации и США, была установлена в 10 %, а на ввезённые из США — в несколько раз больше. Но на практике эти пошлины почти не собирались.
Денежной единицей Конфедеративных Штатов Америки стал собственный доллар Конфедерации. Почти все банковские запасы золота и серебра были собраны в казначействе Конфедерации и в начале войны ушли в Европу на оплату военных поставок.
Выпуск бумажных денег от имени Конфедерации находился под управлением властей штатов. Центральное правительство имело право выпускать только монеты, но нехватка драгоценных металлов привела к тому, что монеты почти не выпускались.
|                                              |                                               |                                               |
| Односторонние 5 долларов КША, Ричмонд, 1861. | Односторонние 5 долларов штата Джорджия, 1864 | Односторонние 3 доллара, Новый Орлеан, 1860-е |

### Правительство и государственные символы
Конституция Конфедеративных Штатов Америки, принятая 11 марта 1861 года, во многом повторяла положения Конституции США 1787 года и Статей Конфедерации и Вечного Союза 1777 года, но сильно ограничивала власть центрального правительства и явно защищала институт рабства.
Конституция отразила все обиды, которые южные штаты имели против федерального правительства США. Так, правительству Конфедерации запрещалось устанавливать протекционистские тарифы и использовать деньги, собранные в одном штате, на развитие инфраструктуры другого штата.
Первые 10 поправок к Конституции США, известные как «Билль о правах» стали неотъемлемой частью Конституции Конфедерации. Президент получал право вето на некоторые решения законодательных собраний штатов. В свою очередь законодательные собрания штатов получали право в некоторых случаях провести процедуру импичмента в отношении членов центрального правительства.

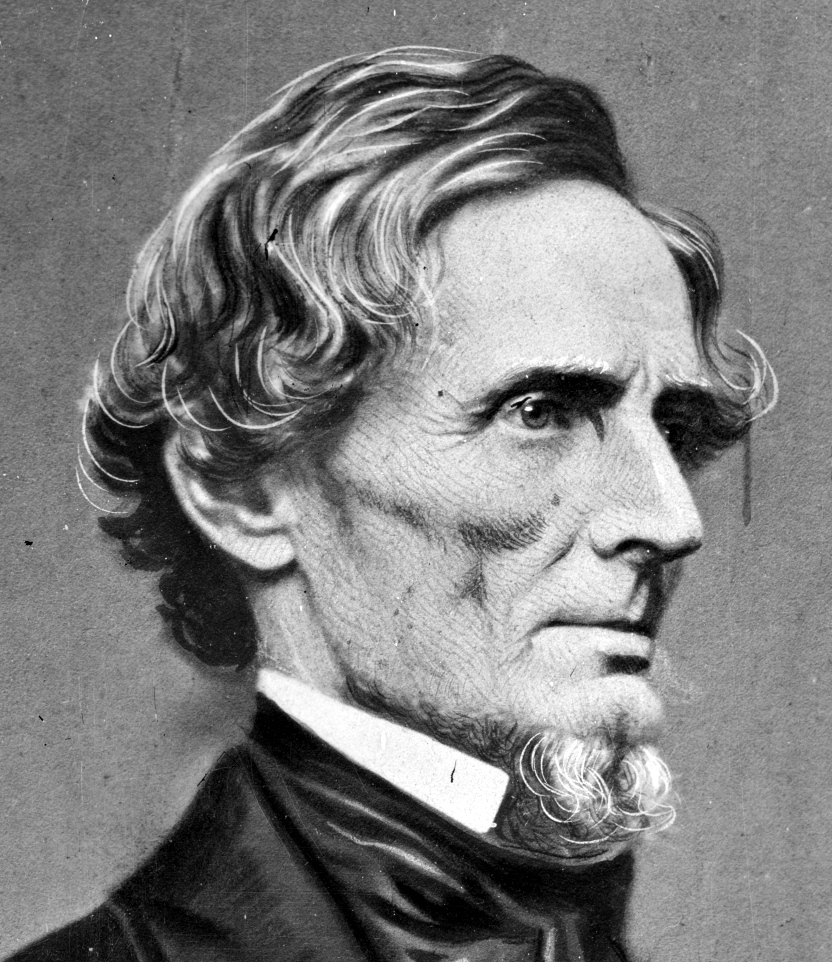
Джефферсон Дэвис
Президент Конфедерации (1861—1865)

Но самым заметным отличием Конституции Конфедерации от Конституции США было отношение к рабству. Конгрессу КША прямо запрещалось принимать законы, ограничивающие распространение рабства, конфискующие рабов, либо как-нибудь ещё наносящие вред собственности рабовладельцев.
Создатели Конституции боялись, что отсутствие прямого запрета на международную работорговлю отрицательно скажется на международном положении Конфедерации. Но одновременно они хотели привлечь на свою сторону рабовладельческие штаты, оставшиеся в Союзе. Поэтому по конституции КША был запрещён импорт рабов из-за пределов Соединённых Штатов, но разрешена работорговля между Конфедерацией и Союзом.
Исполнительную власть возглавлял президент, избиравшийся на один шестилетний срок. Первым и единственным президентом Конфедеративных Штатов Америки был избран политик из Миссисипи Джефферсон Дэвис, вице-президентом Александр Стивенс. Внешнеполитическое ведомство возглавлял Госсекретарь КША.
Законодательную власть, как и в США, представлял Конгресс, состоявший из двух палат — Сената и Палаты представителей. В Сенат законодательное собрание штата отправляло по два человека, а Палата представителей формировалась по пропорциональному принципу голосованием граждан штата.
Формально судебную власть в Конфедерации представлял Верховный суд, но из-за трудностей военного времени он так и не был сформирован. Местные суды и суды штатов продолжили работать в обычном режиме, но признавая национальным правительством правительство Конфедеративных Штатов Америки, а не США.
Столицей Конфедерации последовательно побывали: Монтгомери, Алабама (4 февраля — 29 мая 1861), Ричмонд (29 мая 1861 — 3 апреля 1865) и Данвилл, Виргиния (3 апреля — 10 апреля 1865).
|                                       |                                     |                                         |
| 4 марта 1861 года — 21 мая 1861 года  | 21 мая 1861 года — 2 июля 1861 года | 2 июля 1861 года — 28 ноября 1861 года  |
|                                       |                                     |                                         |
| 28 ноября 1861 года — 1 мая 1863 года | 1 мая 1863 года — 4 марта 1865 года | 4 марта 1865 года — 10 апреля 1865 года |

Боевое знамя Конфедерации (Северовиргинская армия)
Боевое знамя Конфедерации (Теннессийская армия)
Военно-морской гюйс Конфедерации

Официальный флаг Конфедеративных штатов Америки, известный под названием «Звёзды и Полосы», имел семь звёзд, в честь семи штатов, первыми вошедшими в состав Конфедерации. Но в дыму сражения его было трудно отличить от флага США, поэтому было создано боевое знамя Конфедерации, получившее название «Южный Крест». Оно представляет собой 13 белых звёзд, вписанных в синий диагональный крест, находящийся на красном фоне. Каждая звезда — штат Конфедерации, включая Кентукки и Миссури. Общекомандное боевое знамя было квадратным, со стороной в 48 дюймов — для пехоты, 36 — для артиллерии и 30 — для кавалерии.
Общеизвестный прямоугольный флаг с крестом и звёздами был придуман южнокаролинцем Уильямом Порчером Майлзом и задумывался как национальный флаг, но правительство Конфедерации отвергло этот проект. Флаг стал применяться на флоте в качестве гюйса, а также как боевое знамя Армии Теннесси. Крест, использованный Майлзом, часто называют Андреевским, но сам автор флага никогда его так не называл, так что остаётся неизвестным, какой смысл он вкладывал в этот символ.
Официального гимна у Конфедеративных Штатов Америки не было, но неофициальным гимном стала песня «Dixie», написанная в конце 1850-х годов уроженцем Огайо Дэниэлом Декатуром Эмметом и одинаково популярная, как на Севере, так и на Юге.

### Исполнительная власть

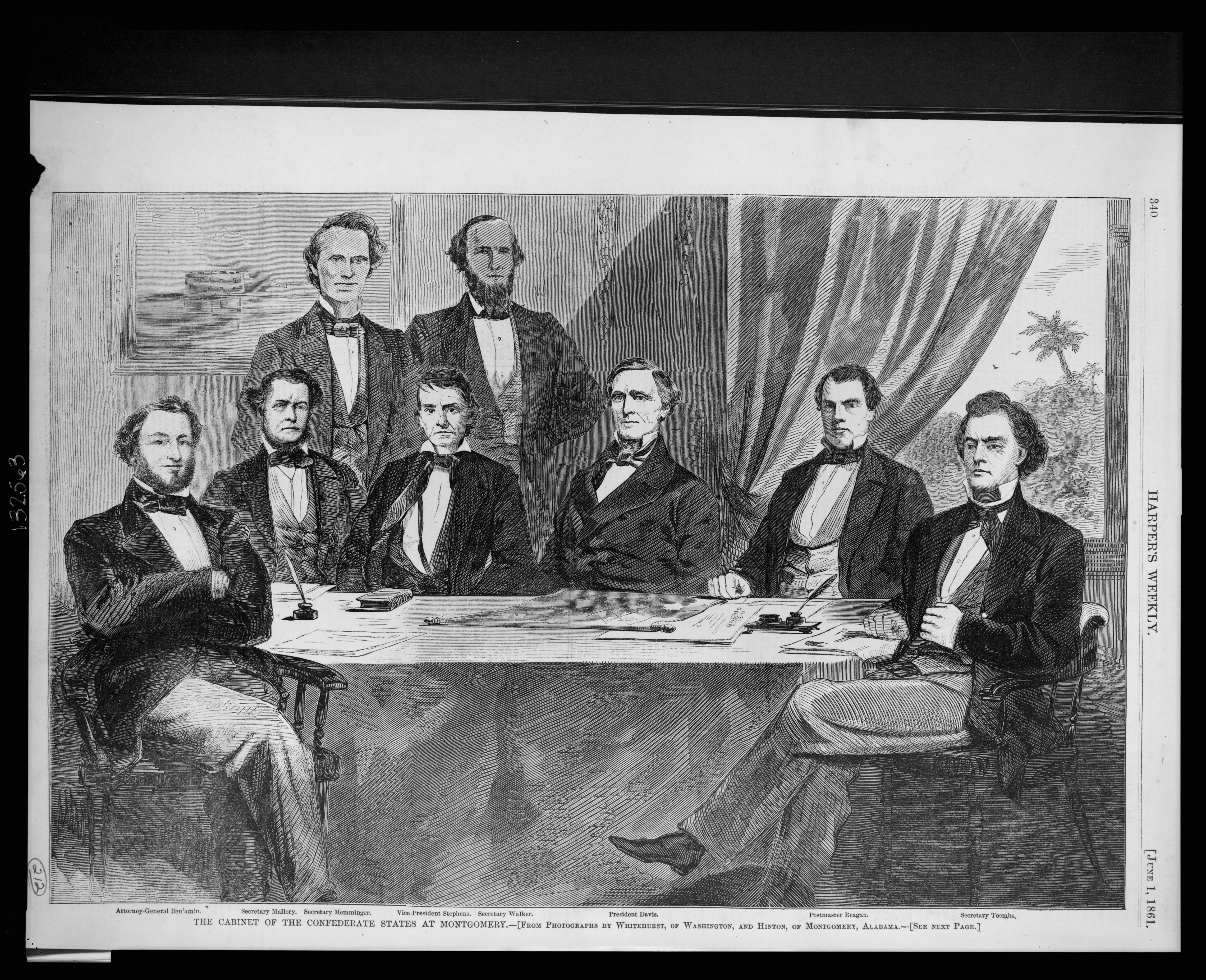
Правительство Конфедерации, слева-направо: Бенджамин Джуда Филипп, Стивен Мэллори, Кристофер Меммингер, Александр Стивенс, Лерой Поуп Уокер, Джефферсон Дэвис, Джон Хеннингер Риган и Роберт Тумбс.

| Должность                 | член Правительства      | Период нахождения в должности |
|                           |                         |                               |
| Президент                 | Джефферсон Дэвис        | 1861—1865                     |
| Вице-президент            | Александр Стивенс       | 1861—1865                     |
|                           |                         |                               |
| Государственный секретарь | Роберт Тумбс            | 1861                          |
|                           | Роберт М. Т. Хантер     | 1861—1862                     |
|                           | Бенджамин, Джуда Филипп | 1862—1865                     |
| Министр финансов          | Кристофер Меммингер     | 1861—1864                     |
|                           | Джордж Тренхолм         | 1864—1865                     |
|                           | Джон Риган              | 1865                          |
| Военный министр           | Лерой Поуп Уокер        | 1861                          |
|                           | Бенджамин, Джуда Филипп | 1861—1862                     |
|                           | Джордж Рэндольф         | 1862                          |
|                           | Джеймс Седдон           | 1862—1865                     |
|                           | Джон Кэбелл Брекинридж  | 1865                          |
| Министр ВМС               | Стивен Мэллори          | 1861—1865                     |
| Министр почт              | Джон Риган              | 1861—1865                     |
| Генеральный прокурор      | Бенджамин, Джуда Филипп | 1861                          |
|                           | Томас Брэгг             | 1861—1862                     |
|                           | Томас Уоттс             | 1862—1863                     |
|                           | Джордж Дэвис            | 1864—1865                     |

### Вооружённые силы
Вооружённые силы Конфедеративных Штатов Америки состояли из армии, флота и корпуса морской пехоты.
Офицерский состав вооружённых сил включал в себя как ветеранов и служащих армии и флота США, по всем правилам подавших в отставку и вступивших в ряды южной армии, так и непрофессиональных военных, ранее имевших вполне мирные профессии (например, генерал Леонидас Полк до войны был священником). Многие военные имели опыт участия в войнах с Мексикой (Пьер Борегар, Томас Дж. «Каменная стена» Джексон, Роберт Э. Ли, Ричард Эвэлл) и индейцами (Джеб Стюарт). 

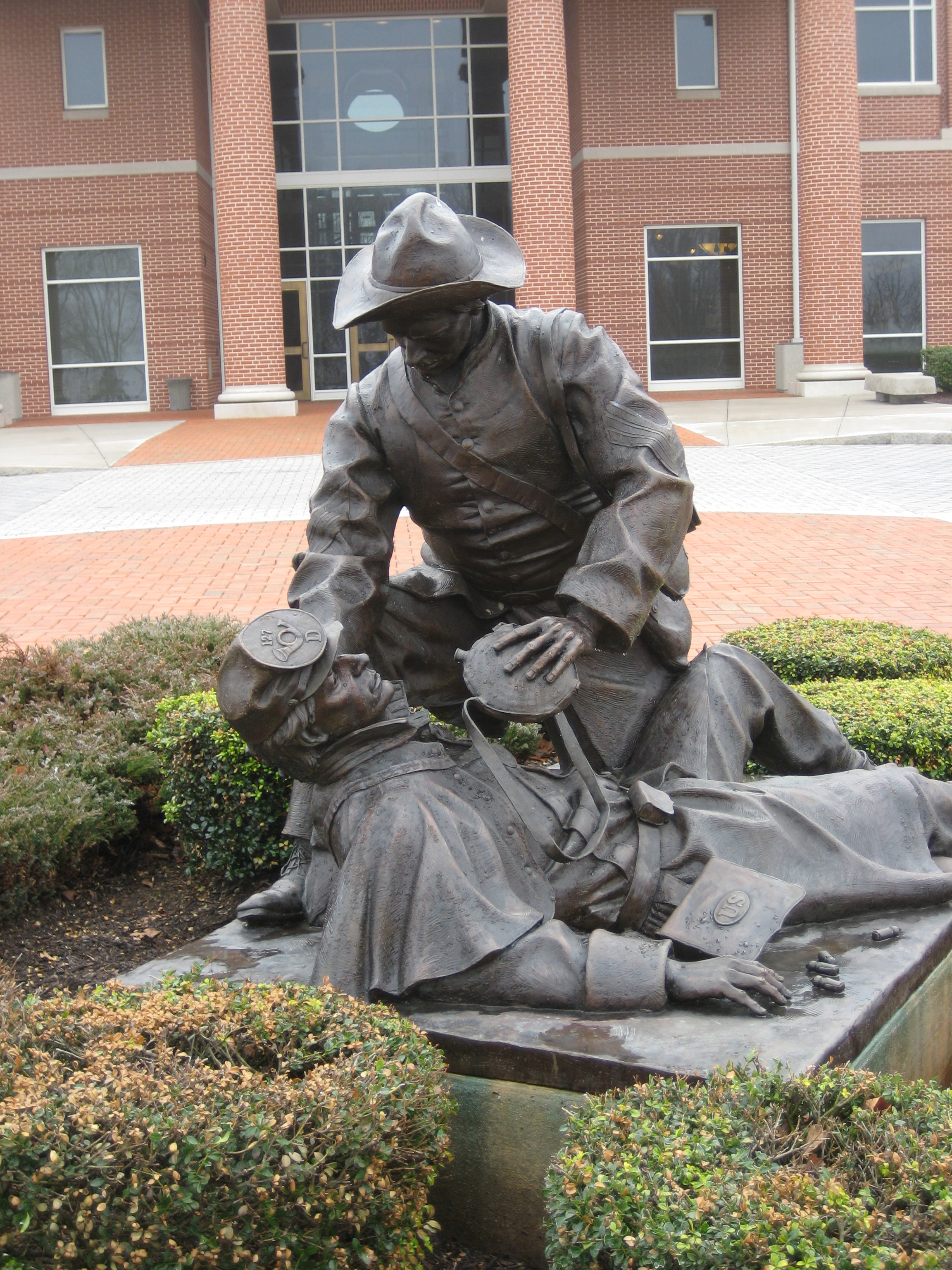
Памятник солдату армии конфедератов Киркланд, Ричард, который в битве при Фредериксберге, рискуя жизнью, оказал помощь и утолил жажду десятков раненых, как северян, так и южан.

Армия Конфедерации фактически включала в себя три части: регулярную (профессиональную) армию (запланированная численность которой, в 15 тысяч человек, никогда не была достигнута), временную (добровольно-наёмную) армию и гражданское ополчение штатов (суммарная численность двух последних частей составляла около 1,5 миллионов).
У армии Конфедерации не было формального главнокомандующего. Стратегическое управление армией осуществлял президент Дэвис, сам бывший профессиональный военный, а управление воинскими операциями возлагалось на его военных советников. Только 23 января 1865 года, за несколько месяцев до крушения, у армии Конфедерации появился главнокомандующий — генерал Роберт Ли.
Армия Конфедеративных Штатов Америки подразделялась на несколько армий, которые формировались, переименовывались и расформировывались по мере необходимости, в ответ на угрозы, представляемые Союзом в данный момент. Эти армии получали свои названия в честь штатов или географических регионов (в Союзе обычно — в честь рек). Во главе армий становились генералы (всего в Конфедерации их было восемь), или генерал-лейтенанты. Главными армиями Конфедеративных Штатов Америки были Северовиргинская армия и Теннессийская армия, на плечи которых легла основная тяжесть боёв на Восточном и Западном театре военных действий соответственно.

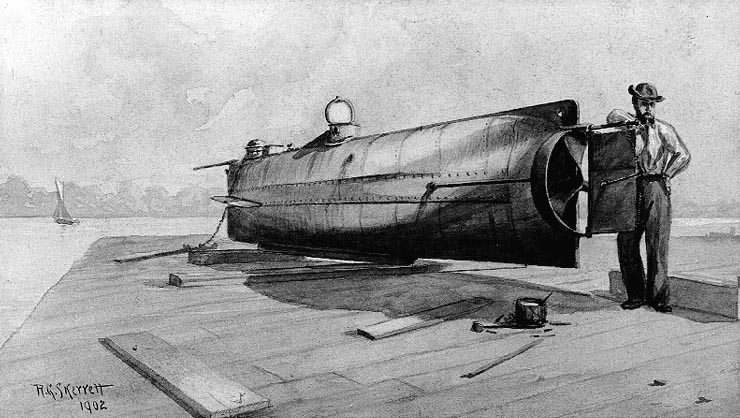
H. L. Hunley во флоте Конфедерации. Первая настоящая подводная лодка, принявшая участие в вооружённых действиях, была создана в КША Хорасом Л. Ханли (H. L. Hunley) во время Гражданской войны во флоте Конфедерации.

Военно-морской флот Конфедерации был создан «с нуля» указом Конгресса 21 февраля 1861 года. Задачи, поставленные перед флотом, — защита береговой линии, прорыв союзной блокады южных портов и нарушение морской торговли Севера. На момент начала войны на Юге было всего две верфи, поэтому часть кораблей для флота была заказана в Европе, преимущественно — в Великобритании. Самого большого успеха флот Конфедерации достиг в рейдерских операциях против торгового флота США.
Корпус морской пехоты предназначался для специальных операций против береговых укреплений армии Союза. Численность корпуса была очень небольшой, но морские пехотинцы находились в экипажах всех главных военных кораблей Конфедерации.
Рядовой состав вооружённых сил Конфедерации набирался из добровольцев, белых мужчин в возрасте от 16 до 28 лет. В 1862 году правительство попыталось ввести воинскую повинность, но это решение встретило сильную оппозицию.
Огромные человеческие потери вынудили Конгресс Конфедерации принять решение о снижении возраста солдат до 12 лет и формировании «чёрных» отрядов, в которые набирались рабы в обмен на обещание свободы по окончании службы.

### Военачальники
| Военачальник      | штат/страна          | воинское звание             |
| ----------------- | -------------------- | --------------------------- |
| Роберт Ли         | Виргиния             | генерал армии КША           |
| Сэмюэл Купер      | Нью-Йорк             | генерал армии КША           |
| Джозеф Джонстон   | Виргиния             | генерал армии КША           |
| Пьер Борегар      | Луизиана             | генерал армии КША           |
| Брэкстон Брэгг    | Северная Каролина    | генерал армии КША           |
| Эдмунд Смит       | Флорида              | генерал армии КША           |
| Альберт Джонстон  | Кентукки             | генерал армии КША           |
| Джон Худ          | Кентукки             | генерал армии КША           |
| Ричард Юэлл       | Виргиния             | генерал-лейтенант           |
| Джеймс Лонгстрит  | Южная Каролина       | генерал-лейтенант           |
| Томас Джексон     | Виргиния             | генерал-лейтенант           |
| Эмброуз Хилл      | Виргиния             | генерал-лейтенант           |
| Уэйд Хэмптон      | Южная Каролина       | генерал-лейтенант           |
| Леонидас Полк     | Северная Каролина    | генерал-лейтенант           |
| Джубал Эрли       | Виргиния             | генерал-лейтенант           |
| Ричард Тейлор     | Кентукки             | генерал-лейтенант           |
| Натаниэль Форрест | Теннесси             | генерал-майор               |
| Джеб Стюарт       | Виргиния             | генерал-майор               |
| Стерлинг Прайс    | Виргиния             | генерал-майор               |
| Стивен Рамсер     | Северная Каролина    | генерал-майор               |
| Томас Россер      | Виргиния             | генерал-майор               |
| Джон Уортон       | Теннесси             | генерал-майор               |
| Патрик Клейберн   | Ирландия             | генерал-майор               |
| Жюль Полиньяк     | Франция              | генерал-майор               |
| Джон Морган       | Алабама              | бригадный генерал           |
| Эдвард Александер | Джорджия             | бригадный генерал           |
| Стенд Уэйти       | Индейская территория | бригадный генерал           |
| Джон Мосби        | Виргиния             | полковник                   |
| Уинстон Барнсби   | Джорджия             | полковник                   |
| Франклин Бьюкенен | Мэриленд             | адмирал                     |
| Рафаэль Сэмс      | Мэриленд             | адмирал / бригадный генерал |
| Сэмюэл Беррон     | Виргиния             | капитан / полковник         |
| Иосия Таттнал     | Джорджия             | коммодор                    |
| Джеймс Ллойд      | Южная Каролина       | полковник морской пехоты    |

### Внешнеполитический статус
Признание независимости Конфедерации европейскими государствами было главной целью внешнеполитического ведомства КША, возглавляемого Джудой Бенджамином.
Конфедерация отправила в Европу нескольких своих агентов, которые проводили неофициальные переговоры о признании. Особенно Конфедерацию интересовала позиция Великобритании и Франции, официально не объявивших о своём отношении к Конфедерации (остальные державы объявили либо о своём нейтралитете, либо о поддержке США), но выказывавших своё проюжное настроение.
12 мая 1861 года Великобритания признала Север и Юг «воюющими сторонами», чем дала Конфедерации определённую свободу действий за рубежом и позволила ей надеяться на скорое признание.
Очень близко к признанию Конфедерации Великобритания подошла в декабре 1861 года, после так называемого «Дела „Трента“» — задержания союзным военным кораблём британского почтового судна и ареста на его борту двух представителей Конфедерации. Британское правительство подготовило очень жёсткое послание правительству США, в котором обвинило его в нарушении морских законов и нейтралитета и открыто встало на сторону Юга. Только вмешательство принца Альберта, мужа королевы Виктории, не позволило дать ход этому посланию.
В мае 1861 года брат принца Альберта, Эрнст II, герцог Саксен-Кобург-Готский, отправил на Юг Эрнста Рэйвена, которому дал полномочия консула при правительстве Конфедерации. 30 июля Рэйвен получил экзекватуру и герцогство Саксен-Кобург-Готское стало первым (и единственным) государством, установившим консульские отношения с КША.
После Второго сражения при Манассасе (июль 1862 года) Великобритания и Франция предложили свои посреднические услуги в переговорах Конфедерации и Союза, но Север отказал в этом. После Энтиетемского сражения и прокламации Авраама Линкольна об освобождении рабов (сентябрь 1862 года), когда война с Югом приобрела в глазах Европы характер войны за искоренение рабства, разговоры о признании рабовладельческого государства в Европе смолкли. Этим актом в моральном и политическом плане Север навсегда выиграл гражданскую войну, хотя для военной победы над Югом северянам понадобилось ещё много времени, сил и жертв.

## См. также

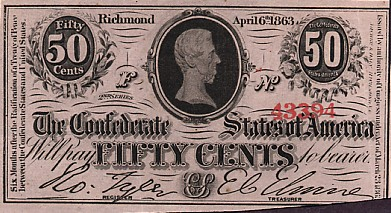
Односторонняя купюра 50 центов. Ричмонд, КША, 1863